# Lola Artôt de Padilla
Lola Artôt de Padilla, född den 5 oktober 1876 (eller 1880), död den 12 april 1933, var en belgisk sångerska och mezzosopran.
Lola Artôt var elev till sin mor, Désirée Artôt, och tillhörde först Opéra-Comique i Paris, därefter Komische Oper i Berlin och 1909–27 Königliche Oper (senare Staatsoper) i Berlin. I Skandinavien gästspelade Artôt ofta på Det Kongelige Teater i Köpenhamn och på Kungliga teatern i Stockholm 1905 samt uppträdde även på Konsertföreningen i Stockholm 1917 och 1922. Hon hade stor framgång särskilt som Mozartsångerska.